# 1825 na ciência

## Eventos
- Isolamento dos elementos químicos Titânio,[1][2] Alumínio[3] e Bromo[4]
- Friedrich Wöhler e Justus von Liebig realizam a primeira descoberta e explicação confirmada de isômeros, anteriormente nomeados por Berzelius. Trabalhando com ácido ciânico e ácido fulmínico, eles corretamente deduzem que o isomerismo foi causado por arranjos diferentes de átomos dentro da molécula.[5]

## Nascimentos
| Data      | Nome                | Profissão | Nacionalidade                         | Observações                                                                              | Ref                     |
| --------- | ------------------- | --------- | ------------------------------------- | ---------------------------------------------------------------------------------------- | ----------------------- |
| 4 de maio | Thomas Henry Huxley | biólogo   | Reino Unido da Grã-Bretanha e Irlanda | m. 1895 Medalha Real 1852 Medalha Wollaston 1876 Medalha Copley 1888 Medalha Darwin 1894 | [ 6 ] [ 7 ] [ 8 ] [ 9 ] |

## Mortes
| Data         | Nome                     | Profissão                                | Nacionalidade   | Observações | Ref    |
| ------------ | ------------------------ | ---------------------------------------- | --------------- | ----------- | ------ |
| 27 de abril  | Vivant Denon             | pintor, arqueólogo, escritor e diplomata | Reino da França | n. 1747     | [ 10 ] |
| 6 de outubro | Bernard Germain Lacépède | naturalista e político                   | Reino da França | n. 1756     |        |

## Prémios
Medalha Copley
- François Arago[8] e Peter Barlow[8]